# Throw Your Hands (In the Air)
Throw Your Hands (In the Air) – trzeci singiel promujący album pt Amerikaz Nightmare, amerykańskiego duetu Mobb Deep.

## Lista utworów
Opracowano na podstawie źródła.
Side A
1. "Throw Your Hands (In the Air)" (Clean Version)
2. "Throw Your Hands (In the Air)" (Instrumental)

Side B
1. "Throw Your Hands (In the Air)" (Dirty Version)